# Lavaltrie
Lavaltrie – miasto w Kanadzie, w prowincji Quebec.